# Høje Taastrup-banen
Høje Taastrup-banen er en jernbane mellem Københavns Hovedbanegård og Høje Taastrup og en del af Københavns S-bane. Banen ligger parallelt med hovedbanen Vestbanen, som den har flere stationer tilfælles med. Til daglig drives de to baner dog uafhængigt af hinanden.
Banen betjenes af linje B og i myldretiderne desuden af linje Bx. Det inderste stykke mellem København H og Valby betjenes desuden af togene på Frederikssundsbanen, der her benytter Høje Taastrup-banens spor. Derudover ligger Høje Taastrup-banens spor sammen Køge Bugt-banens spor mellem København H og den tekniske station Skelbæk mellem Dybbølsbro og Carlsberg med valgfri sporbenyttelse i retning mod Skelbæk.

## Historie
Vestbanen fra København til Roskilde blev indviet i 1847 som den første jernbane i det nuværende Danmark. I 1864 blev der etableret en ny banegård i København, og indkørslen fra øst for nuværende Hvidovre Station blev flyttet, så der kørtes via Frederiksberg i stedet for via Valby. I 1911 indviedes den nuværende hovedbanegård, og banen lagdes stort set tilbage til sit gamle forløb, dog med kørsel med kørsel langs Ingerslevsgade i stedet for ad den i mellemtiden anlagte Sønder Boulevard.
I 1934 blev det ene af de tre hovedspor mellem København H og Valby elektrificeret til brug for S-tog. Desuden anlagdes endnu et spor til S-togene mellem København H og Enghave. Mellem de to spor anlagdes et S-togsværksted, der var i brug, indtil det nuværende åbnede i Taastrup i 1968.
Enkeltsporet mellem Enghave og Valby blev udvidet til dobbeltspor i 1941, og på samme tid blev S-banen forlænget til Vanløse på Frederikssundsbanen. I 1953 blev der anlagt nye spor til S-banen langs Vestbanen mellem Valby og Glostrup. Den var oprindelig enkeltsporet mellem Hvidovre og Glostrup men blev udvidet til dobbeltspor i 1963, kort før S-banen blev forlænget til Taastrup.
I mange år endte S-togene i Taastrup, hvor de fleste regionaltog stoppede, så man kunne skifte. I 1986 blev denne funktion flyttet til den nye Høje Taastrup Station et par kilometer mod vest på den anden side af S-togsdepotet. Stationen blev bygget i et åbent område, der var planlagt til at blive et mindre regionalt center, og stationen selv forestillede man sig som aflastning for den centrale København H. Derfor stopper alle fjerntog mod vest ved stationen. Området omkring stationen er efterhånden blevet bebygget, men de store planer om den som et andet centralt område har den aldrig rigtig levet op til.
Omkring 2000 nåede planer om at forlænge S-banen fra Høje Taastrup til Roskilde et forholdsvis fremskredet stadie, før de endeligt blev opgivet i maj 2002. Planerne dukker stadig lejlighedsvis op.

## Stationer
| Navn          | Linjer | Åbnet             | S-tog            | Bemærkninger                                                                                                 |
| ------------- | ------ | ----------------- | ---------------- | --- |
| København H   | B, Bx  | 30. november 1911 | 15. maj 1934     | Central station og mødested for alle radiale baner. Skift til alle fjerntog, metro og mange buslinjer.       |
| Dybbølsbro    | B, Bx  | 1. november 1934  | 1. november 1934 | Også Køge Bugt-banen og Frederikssundsbanen; har undertitlen Fisketorvet efter det nærliggende butikscenter. |
| Carlsberg     | B, Bx  | 3. juli 2016      | 3. juli 2016     | Også Frederikssundsbanen; erstattede Enghave Station.                                                        |
| Valby         | B, Bx  | 30. november 1911 | 1. november 1934 | Også Frederikssundsbanen; skift til regionaltog og flere buslinjer.                                          |
| Danshøj       | B, Bx  | 8. januar 2005    | 8. januar 2005   | Skift til Ringbanen                                                                                          |
| Hvidovre      | B      | 1935              | 17. juni 1953    | |
| Rødovre       | B      | 24. april 1964    | 24. april 1964   | |
| Brøndbyøster  | B      | 17. juni 1953     | 17. juni 1953    | |
| Glostrup      | B, Bx  | 26. juni 1847     | 17. juni 1953    | Stor busterminal.                                                                                            |
| Albertslund   | B, Bx  | 1931              | 26. maj 1963     | Hed Vridsløselille og var et trinbræt ved Vridsløselille Statsfængsel indtil 1963.                           |
| Taastrup      | B, Bx  | 26. juni 1847     | 26. maj 1963     | Stor busterminal.                                                                                            |
| Høje Taastrup | B, Bx  | 31. maj 1986      | 31. maj 1986     | Skift til alle fjerntog; stor busterminal.                                                                   |